# 補英達賴

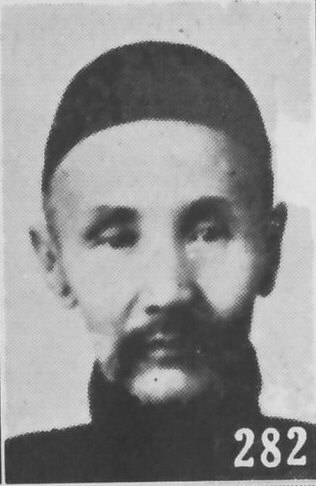
《最新支那要人傳》中的補英達賴照片

補英達賴（1886年—1945年？），漢名赵福海，清末八旗察哈爾明安牧群（民国时改为察哈尔盟明安旗）人。中华民国大陆时期蒙古族政治人物，蒙疆联合自治政府領導人之一。

## 生平

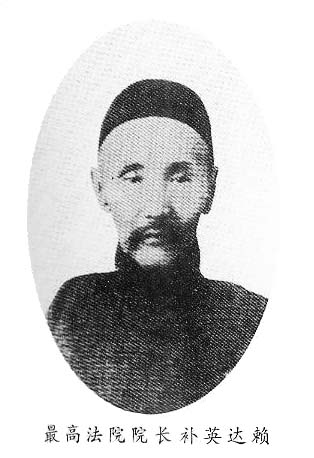
蒙疆聯合自治政府官方照片

### 參加蒙古自治運動
補英達賴早年任察哈爾都統署調査委員、錫林郭勒盟蘇尼特右旗札萨克公署顧問、察哈爾都統署諮議。1922年（民国11年），他任臨時参政院参政。1923年，他任陸海軍副司令行營少将参事、北京綏靖公署主任少将参議。1928年（民国17年），他任南京国民政府錫林郭勒盟駐張家口辦事處長。
1933年（民国22年），補英達賴参加了德穆楚克栋鲁普（德王）領導的蒙古自治運動。蒙古地方自治政務委員会成立後，補英達賴任高等顧問、保安處處長。

### 参加傀儡政权
1936年（民国25年），他任侵华日军支持下的“蒙古軍”總司令部秘書長。1937年，他任侵华日军扶持的傀儡政权“蒙古軍政府”辦公廳主任。
1937年10月，在侵华日军支持下，“蒙古聯盟自治政府”成立，補英達賴任巴彦塔拉盟盟長。1939年9月，“晋北自治政府”、“察南自治政府”同“蒙古聯盟自治政府”等傀儡政权合併為“蒙疆聯合自治政府”（1941年對内改稱“蒙古自治邦”），補英達賴任“最高法院院長”。“蒙疆联合自治政府”名义上属于中华民国（汪伪政权）的自治区。1944年（民国33年）補英達賴兼任司法長官。抗日战争胜利后，“蒙古自治邦政府”在1945年（民国34年）9月解體。

### 内蒙古人民共和国臨時政府
抗日战争胜利后，成立不久的蒙古青年革命党主張民族独立。補英達賴在家鄉蘇尼特右旗召開内蒙古盟旗人民代表大会，成立内蒙古人民共和国臨時政府，任主席。中国共産党派烏蘭夫協調内蒙古各派政治勢力。通過他的努力，1945年11月，該政府遷往張家口，此後解散，内蒙古自治運動聯合会成立。補英達賴則遭到晋察冀边区行政委员会通緝，在逃跑回鄉的路上被不明身份的武裝人員殺害。